# Speea humilis
Speea humilis är en amaryllisväxtart som först beskrevs av Rodolfo Amando Philippi, och fick sitt nu gällande namn av Ludwig Eduard Loesener och Kurt Krause. Speea humilis ingår i släktet Speea och familjen amaryllisväxter. Inga underarter finns listade i Catalogue of Life.